# نصر الدولة أحمد بن مروان
أبو نصر أحمد بن مروان، المعروف أيضًا بلقب نصر الدولة، كان حاكمًا للإمارة المروانية من عام 1011 إلى عام 1061.
كان نصر الدولة يُعتبر حارسًا للحدود الإسلامية، ولهذا كان من المتوقع أن يهاجم الأراضي المسيحية كلما سنحت له الفرصة. 

## حياته المبكرة وصعوده إلى السلطة
كان نصر الدولة الابن الثالث لمروان. قبل صعوده إلى السلطة، عاش شبه منفي في سعرد. بعد اغتيال محمد الدولة على يد الغلام شروين بن محمد، تواصل زعماء القبائل الكردية مع نصر الدولة لتولي عرش المروانيين. سلم شروين بن محمد نفسه لنصر الدولة لقلة دعم السكان المحليين، فأعدمه نصر الدولة.

## حكم
عيّن الأمير الجديد أبا القاسم الأصفهاني وزيرًا، وكان قد ساعده في قتال المغتصب، وكاد أن يدين له بالعرش. وظل في منصبه حتى عام ١٠٢٥. اعترف به الخليفة القادر العباسي في العام نفسه، ومنحه لقب نصر الدولة. أقام في ميافارقين، عاصمة مملكته.
فشل في البداية في الاستيلاء على آميدا، المدينة الرئيسية في ديار بكر، حيث ثار ابن دمة، التابع السابق له. ولكن في عامي ١٠٢٤/١٠٢٥، اغتيل ابن دمة، فاستعادها. في عام ١٠٢٥، عيّن أبا القاسم المغربي وزيرًا جديدًا له (بقي في منصبه حتى عام ١٠٣٧). ووقّع معاهدة عدم اعتداء مع الإمبراطورية البيزنطية، والتي انتُهكت مرتين، الأولى عام ١٠٢٧، عندما احتل نصر الدولة مدينة الرها (الرها) بتحريض من سكان المدينة الذين هددهم زعيم عربي.
هاجمه الأوكيليون من ديار ربيعة عدة مرات، وفي مرحلة ما يبدو أنه دفع لهم الجزية، ولكن دون أي تغييرات إقليمية كبيرة، تعويضًا عن رفضه لامرأة أوكيلية. في عام 1031 استعاد البيزنطيون إديسا (تركيا). في عام 1034 شن قائد مرواني غارة منتصرة على أرمينيا. في عامي 1034/1035، تم نقض الاتفاق مع البيزنطيين للمرة الثانية عندما هاجم مسيحيو الرها البيزنطيون، المتحالفون مع قبيلة بني نمير، أراضي المروانيين. أرسل الأمير خمسة آلاف رجل بقيادة القائد بال لاحتلال المدينة؛ فتم فتح المدينة وقتل زعيم بني نمير. ثم طلب بال تعزيزات للسيطرة على الرها و"كرتاستان" (كردستان)، ولا يُعرف كيف انتهت هذه القضية. في عامي ١٠٣٥/١٠٣٦، هاجمت قبيلة السنسون الأرمنية قافلة حجاج قادمة من بلاد فارس شمالًا بالقرب من آني (مدينة أرمينية قديمة) ونهبتها. شنّ نصر الدولة حملة على القبيلة وأجبرهم على إعادة الأسرى والغنائم. في عامي ١٠٣٨/١٠٣٩، عيّن وزيره الثالث أبو نصر بن جاهر، المعروف بلقب "فخر الدولة"، الذي حكم بقية حكمه.
في عامي ١٠٣٨/١٠٣٩، شنّ حاكم دمشق الفاطمي، أنشتكين الدزبري، غارةً على أراضي المروانيين (التي لم تخضع للخلافة الفاطمية)، لكنها لم تُستكمل. في عامي ١٠٤١/١٠٤٢، وصلت فرق من الأوغوز من أذربيجان (عندما وصل السلاجقة إلى جبال) وخرّبوا البلاد لمدة عامين حتى طُلب تدخل السلطان السلجوقي طغرل بك، الذي أرسل حملة لمعاقبة الناهبين. كان ذلك أكثر فترات الحكم اضطرابًا، والذي يُمكن اعتباره سلميًا بشكل عام.
في عامي 1049/1050 اعترف بسيادة طغرل بك، ثم ساعد الإمبراطور البيزنطي بالتوسط مع السلطان السلجوقي لإطلاق سراح الجنرال الجورجي والسيد ليباريت ليباريتيسدزه، الذي تحالف معه قسطنطين التاسع (1042-1054) ضد ملك جورجيا، الذي أسره إبراهيم إينال، الأخ غير الشقيق لطفرل، في عامي 1048/1049.
في عام 1054، جدد نصر الدولة أحمد خضوعه لطفرال بك. وفي رحلته المنتصرة عبر أذربيجان وأرمينيا، لم يزعج السلطان ديار بكر. ومع ذلك، في عام 1056، اغتيل زعيم كردي على يد ابن نصر الدولة، سليمان، الذي كان يحكم الجزيرة، وهو ما لم يوافق عليه طغرل بك. في عام 1057، اضطر طغرل بك إلى محاربة تحالف من زعماء الشيعة نظمه البساسيري، وهو جنرال بويدي سابق يعمل الآن في خدمة الفاطميين؛ غادر طغرل بغداد في 19 يناير، 1057، وتلقى تعزيزات من بلاد فارس، وتقدم نحو الموصل، التي احتلها؛ ثم طالب نصر الدولة بالتعويض عن جريمة سليمان، وعزز طلبه بحصار جزيرة ابن عمر، ثم اتجه نحو نصيبين.
توفي عن عمر يناهز 80 عامًا في 11 نوفمبر 1061. تولى وزيره خلافة ابنه نظام الدين أبو القاسم نصر.
وتمتع وزراؤه الثلاثة بحكومة ناجحة للغاية جلبت الرخاء والسلام للبلاد. خفّض بعض الضرائب وألغى فرض الغرامات على الأغنياء، ومع ذلك كان بلاطه أغنى بلاط في عصره. كانت ميافارقين مركزًا للشعراء والعلماء والشخصيات الدينية، مثل ابن الأثير وعبد الله الكازروني والتهامي وغيرهم، ومقصدًا للعديد من اللاجئين السياسيين مثل البويهي الملك العزيز أو الأمير العباسي أبو القاسم عبد الله (المقتدي لاحقًا).